# スラヴォニア王国

スラヴォニア王国
Kraljevina Slavonija (クロアチア語)
Regnum Sclavoniae (ラテン語)
Szlavón Királyság (ハンガリー語)
Königreich Slawonien (ドイツ語)

1751年のスラヴォニア王国（黄）

スラヴォニア王国（スラヴォニアおうこく、クロアチア語: Kraljevina Slavonija、ラテン語: Regnum Sclavoniae、ハンガリー語: Szlavón Királyság）は、1699年から1868年まで存在したハプスブルク家領およびハンガリー王冠領に属した王国である。
中世クロアチア王国の領土であったがオスマン帝国の侵攻に伴って失われ、後にハプスブルク君主国が取り戻した際に別個の領邦として設置された。
国土にはスラヴォニア（現クロアチア東部）とスリイェム（現在のセルビア北西部とクロアチア東部に跨がる地域）それぞれの北部が含まれていた。
スラヴォニア南部とスリイェム南部はウィーン政府によって軍政国境地帯（スラヴォニア軍政国境地帯の一部）とされた。

## 地理
スラヴォニア王国は、西はクロアチア王国、北と東はハンガリー王国、南はオスマン帝国と接していた。面積はスラヴォニア軍政国境地帯と合わせて約6,600平方マイル（約17,000km²）であり、ポジェガ郡 、ヴィロヴィティツァ郡 、スリイェム郡の3地域に分けられていた。王国の中央には東西に山岳が走り、残る地域は広大な平原でブドウを始めとする果樹が植えられた肥沃な耕地であった。

## 歴史
スラヴォニア王国は、1699年に大トルコ戦争が終結した際のカルロヴィッツ条約に基づいてオスマン帝国から獲得した領土である。1699年から1745年まで、行政上は民政当局と軍政当局が併存しており、住民は税を免除される代わりに軍役を課されていた。1745年になると完全な民政が導入され、ハンガリー王冠領の構成国としてクロアチア王国とハンガリー王国の行政下に置かれた。立法はクロアチア王国と合同であり、サボル（クロアチア議会）に議席を有していた。1868年にハンガリーとクロアチアの間でナゴドバ法が成立すると、スラヴォニア王国はクロアチア王国と統合されてクロアチア＝スラヴォニア王国となった。

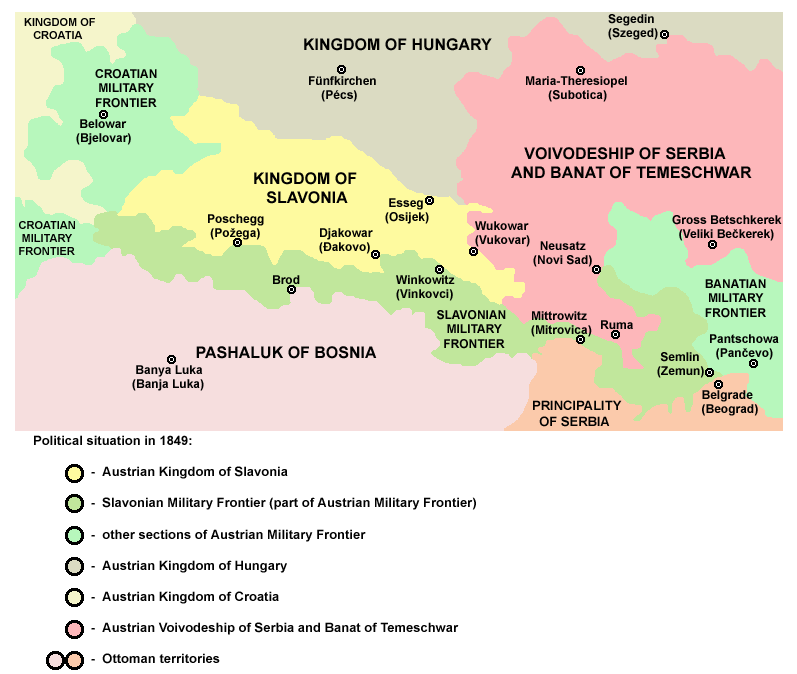
1849年のスラヴォニア王国

## 人口
大トルコ戦争によって、スラヴォニアの戦前の人口の約80％が国外に逃亡し、国土は荒廃したままであった。これを改善するために、スラヴォニアから逃亡してオスマン帝国によって財産が奪われた住民は、有効な所有権文書を持っていれば、咎められずに土地へ戻ることを許可された。オスマン帝国領のボスニアから逃げてスラヴォニアへ流れ込む移住者が現れ、1691年にはボスニアのポサヴィナから約22,300人のカトリック教徒がスラヴォニアに移住した。1696年には約40,000人  であったスラヴォニア王国の人口は、1698年には約80,000人まで増加した。
1802年のオーストリアの人口データによると、スラヴォニア王国には148,000人（51.6％）のカトリック教徒、135,000人（47.2％）の正教徒、3,500人（1.2％）のプロテスタントが居住していた。
他の統計的推定によると、聖職者と貴族を除いた1787年のスラヴォニアの平民人口は265,670人であり、1804/1805年には286,349人の住民がいたとされる。宗教調査は男性に対してのみ行われ、74,671人のローマ・カトリック教徒、68,390人の正教徒、1,744人のカルヴァン主義者、97人のルター派、160人のユダヤ人がいた。スリイェム郡では正教徒が多く、32,090人の正教徒と12,633人のローマカトリック教徒がいた。残るポジェガ郡とヴィロヴィティツァ郡の2郡では、ポジェガ市を含め、ローマカトリック教徒が正教徒の人口を上回っていた。
1857年に行われた公式なオーストリアの国勢調査では、スラヴォニア王国について以下の結果が得られた（なお、スリイェム郡のデータはセルビア人のヴォイヴォディナ及びテメシュ・ヴァナトのものに含まれていた）。
ポジェガ郡
- ローマ・カトリック：63,241
- 東方正教会：41,172
- ユダヤ人：837
- ギリシャ・カトリック：629
- カルヴァン主義者：85
- ルター派：44

オシエク郡
- ローマ・カトリック：101,559
- 東方正教会：35,806
- カルヴァン主義者：4,257
- ユダヤ人：1,784
- ギリシャ・カトリック：629
- ルター派：69

## 経済
スラヴォニア王国はクロアチア王国と同様に国土のほとんどが農地であり、絹の生産で知られていた。住民にとっては農家が最も稼ぎの多い職業であり、あらゆる種類のトウモロコシ、麻、亜麻、タバコと大量の甘草を生産していた。特にスリイェム郡では、生産されるワインの量も多かった。 1857年には、工業雇用はオシエク郡で最も高く（11.01％）、なおも72.3％が農業に従事していた（ポジェガ郡では82.9％） 。

## 文学
- Taube, Friedrich Wilhelm von (1777). Historische und geographische Beschreibung des Königreiches Slavonien und des Herzogthumes Syrmien. 1. Leipzig
- Taube, Friedrich Wilhelm von (1777). Historische und geographische Beschreibung des Königreiches Slavonien und des Herzogthumes Syrmien. 2. Leipzig
- Taube, Friedrich Wilhelm von (1778). Historische und geographische Beschreibung des Königreiches Slavonien und des Herzogthumes Syrmien. 3. Leipzig